# Armo
Armo (en ligur Àrmo) és un comune italià, situat a la regió de la Ligúria i a la província d'Imperia. El 2011 tenia 123 habitants.

## Geografia
El comune es troba a uns 90 quilòmetres al sud-oest de Gènova i uns 25 al nord-oest d'Imperia. Té una superfície de 10,09 km² i la frazione de Trastanello. Limita amb les comunes de Caprauna, Ormea, Pieve di Teco i Pornassio.